# Olympische Sommerspiele 2024/Kanu

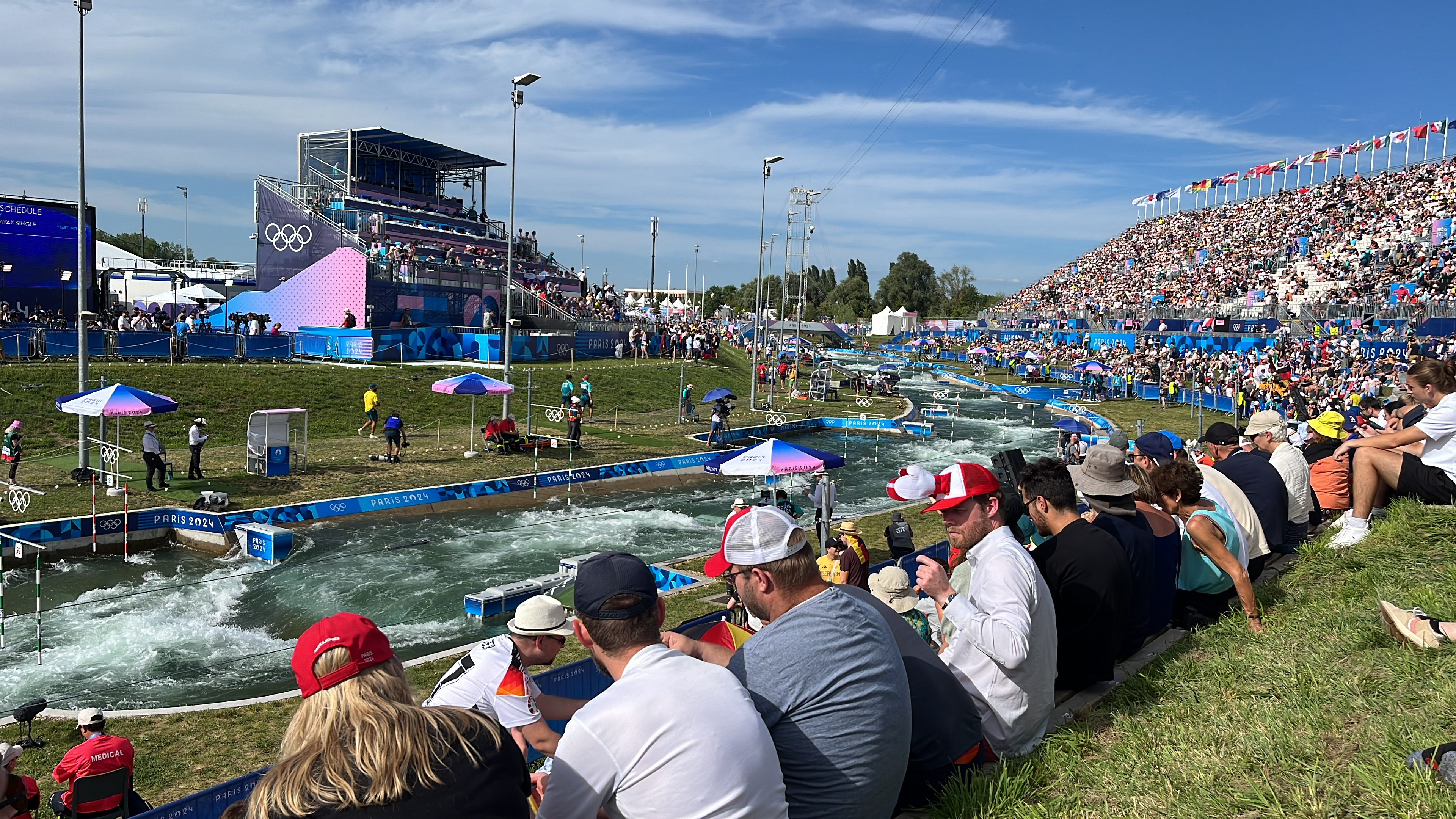
Stade d’eau vive Vaires-sur-Marne während der Kanu-Slalom-Wettbewerbe bei den Olympischen Sommerspielen 2024 – Blick auf Strecke und Tribüne

Bei den Olympischen Spielen 2024 in Paris wurden vom 27. Juli bis zum 10. August insgesamt 16 Wettbewerbe im Kanu ausgetragen. Dies umfasste die Wettbewerbe im Kanurennsport und Kanuslalom.
Im Vergleich zu den Sommerspielen 2020 wurden im Kanurennsport die beiden Disziplinen im K1 über 200 m aus dem Programm gestrichen. Des Weiteren wurden bei den Männern im C2 und K2 nur noch über 500 statt wie bisher über 1000 m Medaillen vergeben. Im Kanuslalom hatte der Einer-Kajak-Cross (je ein Wettbewerb pro Geschlecht) seine olympische Premiere.

## Zeitplan
| ZF | Zeitfahren | V | Vorläufe | VF | Viertelfinale | HF | Halbfinale | B | Kleines Finale | F | Finale |

| Datum →         | Juli   | Juli    | Juli    | Juli    | Juli    | Juli    | Juli    | Juli    | August | August | August | August | August | August | August | August |
| Datum →         | Sa. 27 | So. 28. | So. 28. | Mo. 29. | Mo. 29. | Di. 30. | Mi. 31. | Mi. 31. | Do. 1. | Do. 1. | Sa. 3. | So. 4. | Mo. 5. | Mo. 5. | Mo. 5. | Mo. 5. |
| Disziplin↓      | Sa. 27 | So. 28. | So. 28. | Mo. 29. | Mo. 29. | Di. 30. | Mi. 31. | Mi. 31. | Do. 1. | Do. 1. | Sa. 3. | So. 4. | Mo. 5. | Mo. 5. | Mo. 5. | Mo. 5. |
| --------------- | ------ | ------- | ------- | ------- | ------- | ------- | ------- | ------- | ------ | ------ | ------ | ------ | ------ | ------ | ------ | ------ |
| C1 Männer       | V      |         |         | HF      | F       |         |         |         |        |        |        |        |        |        |        |        |
| K1 Männer       |        |         |         |         |         | V       |         |         | HF     | F      |        |        |        |        |        |        |
| K1 Cross Männer |        |         |         |         |         |         |         |         |        |        | ZF     | V      | VF     | HF     | B      | F      |
| C1 Frauen       |        |         |         |         |         | V       | HF      | F       |        |        |        |        |        |        |        |        |
| K1 Frauen       | V      | HF      | F       |         |         |         |         |         |        |        |        |        |        |        |        |        |
| K1 Cross Frauen |        |         |         |         |         |         |         |         |        |        | ZF     | V      | VF     | HF     | B      | F      |

| Datum →          | August | August | August | August | August | August | August | August | August | August |
| Datum →          | Di. 6. | Di. 6. | Mi. 7. | Mi. 7. | Do. 8. | Do. 8. | Fr. 9  | Fr. 9  | Sa.10. | Sa.10. |
| Disziplin↓       | Di. 6. | Di. 6. | Mi. 7. | Mi. 7. | Do. 8. | Do. 8. | Fr. 9  | Fr. 9  | Sa.10. | Sa.10. |
| ---------------- | ------ | ------ | ------ | ------ | ------ | ------ | ------ | ------ | ------ | ------ |
| C1 1000 m Männer |        |        | V      | VF     |        |        |        |        | HF     | F      |
| C2 500 m Männer  | V      | VF     |        |        | HF     | F      |        |        |        |        |
| K1 1000 m Männer | V      | VF     |        |        |        |        |        |        | HF     | F      |
| K2 500 m Männer  |        |        | V      | VF     |        |        | HF     | F      |        |        |
| K4 500 m Männer  | V      | V      |        |        | HF     | F      |        |        |        |        |
| C1 200 m Frauen  |        |        | V      | VF     |        |        | HF     | F      |        |        |
| C2 500 m Frauen  | V      | VF     |        |        | HF     | F      |        |        |        |        |
| K1 500 m Frauen  | V      | VF     |        |        |        |        |        |        | HF     | F      |
| K2 500 m Frauen  |        |        | V      | VF     |        |        | HF     | F      |        |        |
| K4 500 m Frauen  | V      | V      |        |        | HF     | F      |        |        |        |        |

## Bilanz

### Medaillenspiegel
| Platz  | Land               | Gold | Silber | Bronze | Gesamt |
| ------ | ------------------ | ---- | ------ | ------ | ------ |
| 1      | Neuseeland         | 4    | —      | —      | 4      |
| 2      | Australien         | 3    | 1      | 1      | 5      |
| 3      | Deutschland        | 2    | 2      | 2      | 6      |
| 4      | China              | 2    | —      | —      | 2      |
| 4      | Tschechien         | 2    | —      | —      | 2      |
| 6      | Frankreich         | 1    | 2      | —      | 3      |
| 7      | Italien            | 1    | 1      | —      | 2      |
| 8      | Kanada             | 1    | —      | 1      | 2      |
| 9      | Ungarn             | —    | 4      | 3      | 7      |
| 10     | Großbritannien     | —    | 2      | 2      | 4      |
| 11     | Vereinigte Staaten | —    | 1      | 1      | 2      |
| 12     | Brasilien          | —    | 1      | —      | 1      |
| 12     | Polen              | —    | 1      | —      | 1      |
| 12     | Ukraine            | —    | 1      | —      | 1      |
| 15     | Spanien            | —    | —      | 3      | 3      |
| 16     | Dänemark           | —    | —      | 1      | 1      |
| 16     | Kuba               | —    | —      | 1      | 1      |
| 16     | Moldau             | —    | —      | 1      | 1      |
| 16     | Slowakei           | —    | —      | 1      | 1      |
| Gesamt | Gesamt             | 16   | 16     | 17     | 49     |

### Medaillengewinner
Männer
| Disziplin     | Gold                                                                 | Silber                                                                            | Bronze                                                           |
| ------------- | -------------------------------------------------------------------- | --------------------------------------------------------------------------------- | ---------------------------------------------------------------- |
| Kanuslalom    |                                                                      |                                                                                   |                                                                  |
| C1            | Nicolas Gestin (FRA)                                                 | Adam Burgess (GBR)                                                                | Matej Beňuš (SVK)                                                |
| K1            | Giovanni De Gennaro (ITA)                                            | Titouan Castryck (FRA)                                                            | Pau Echaniz (ESP)                                                |
| K1 Cross      | Finn Butcher (NZL)                                                   | Joseph Clarke (GBR)                                                               | Noah Hegge (GER)                                                 |
| Kanurennsport |                                                                      |                                                                                   |                                                                  |
| C1 1000 m     | Martin Fuksa (CZE)                                                   | Isaquias Queiroz (BRA)                                                            | Serghei Tarnovschi (MDA)                                         |
| C2 500 m      | ChinaLiu Hao Ji Bowen                                                | ItalienGabriele Casadei Carlo Tacchini                                            | SpanienJoan Antoni Moreno Diego Domínguez                        |
| K1 1000 m     | Josef Dostál (CZE)                                                   | Ádám Varga (HUN)                                                                  | Bálint Kopasz (HUN)                                              |
| K2 500 m      | DeutschlandJacob Schopf Max Lemke                                    | UngarnBence Nádas Sándor Tótka                                                    | AustralienJean van der Westhuyzen Thomas Green                   |
| K4 500 m      | DeutschlandMax Rendschmidt Max Lemke Jacob Schopf Tom Liebscher-Lucz | AustralienRiley Fitzsimmons Pierre van der Westhuyzen Jackson Collins Noah Havard | SpanienSaúl Craviotto Carlos Arévalo Marcus Walz Rodrigo Germade |

Frauen
| Disziplin     | Gold                                                              | Silber                                                           | Bronze                                                         |
| ------------- | ----------------------------------------------------------------- | ---------------------------------------------------------------- | -------------------------------------------------------------- |
| Kanuslalom    |                                                                   |                                                                  |                                                                |
| C1            | Jessica Fox (AUS)                                                 | Elena Lilik (GER)                                                | Evy Leibfarth (USA)                                            |
| K1            | Jessica Fox (AUS)                                                 | Klaudia Zwolińska (POL)                                          | Kimberley Woods (GBR)                                          |
| K1 Cross      | Noemie Fox (AUS)                                                  | Angèle Hug (FRA)                                                 | Kimberley Woods (GBR)                                          |
| Kanurennsport |                                                                   |                                                                  |                                                                |
| C1 200 m      | Katie Vincent (CAN)                                               | Nevin Harrison (USA)                                             | Yarisleidis Cirilo (CUB)                                       |
| C2 500 m      | ChinaXu Shixiao Sun Mengya                                        | UkraineAnastassija Rybatschok Ljudmyla Lusan                     | KanadaSloan MacKenzie Katie Vincent                            |
| K1 500 m      | Lisa Carrington (NZL)                                             | Tamara Csipes (HUN)                                              | Emma Jørgensen (DEN)                                           |
| K2 500 m      | NeuseelandLisa Carrington Alicia Hoskin                           | UngarnTamara Csipes Alida Dóra Gazsó                             | DeutschlandPaulina Paszek Jule Hake UngarnNoémi Pupp Sára Fojt |
| K4 500 m      | NeuseelandLisa Carrington Alicia Hoskin Olivia Brett Tara Vaughan | DeutschlandPaulina Paszek Jule Hake Pauline Jagsch Sarah Brüßler | UngarnNoémi Pupp Sára Fojt Tamara Csipes Alida Dóra Gazsó      |

## Ergebnisse Kanuslalom

### Männer

#### K1
| Platz | Land | Athlet              | Zeit    |
| ----- | ---- | ------------------- | ------- |
| 1     | ITA  | Giovanni De Gennaro | 88,22 s |
| 2     | FRA  | Titouan Castryck    | 88,42 s |
| 3     | ESP  | Pau Echaniz         | 88,87 s |
| 4     | SUI  | Martin Dougoud      | 89,44 s |
| 5     | GBR  | Joseph Clarke       | 89,82 s |
| 6     | SVK  | Jakub Grigar        | 90,21 s |
| 7     | AUS  | Timothy Anderson    | 90,90 s |
| 8     | CZE  | Jiří Prskavec       | 91,74 s |

#### C1
| Platz | Land | Athlet           | Zeit     |
| ----- | ---- | ---------------- | -------- |
| 1     | FRA  | Nicolas Gestin   | 91,36 s  |
| 2     | GBR  | Adam Burgess     | 96,84 s  |
| 3     | SVK  | Matej Beňuš      | 97,03 s  |
| 4     | GER  | Sideris Tasiadis | 97,27 s  |
| 5     | ESP  | Miquel Travé     | 97,92 s  |
| 6     | CZE  | Lukáš Rohan      | 98,09 s  |
| 7     | IRL  | Liam Jegou       | 98,52 s  |
| 8     | CRO  | Matija Marinić   | 100,35 s |

#### K1 Cross
| Platz | Land | Athlet           |
| ----- | ---- | ---------------- |
| 1     | NZL  | Finn Butcher     |
| 2     | GBR  | Joseph Clarke    |
| 3     | GER  | Noah Hegge       |
| 4     | CZE  | Lukáš Rohan      |
| 5     | SUI  | Martin Dougoud   |
| 6     | SVK  | Jakub Grigar     |
| 7     | FRA  | Boris Neveu      |
| 8     | POL  | Mateusz Polaczyk |

### Frauen

#### K1
| Platz | Land | Athletin          | Zeit     |
| ----- | ---- | ----------------- | -------- |
| 1     | AUS  | Jessica Fox       | 96,08 s  |
| 2     | POL  | Klaudia Zwolińska | 97,53 s  |
| 3     | GBR  | Kimberley Woods   | 98,94 s  |
| 4     | BRA  | Ana Sátila        | 100,69 s |
| 5     | ITA  | Stefanie Horn     | 101,43 s |
| 6     | FRA  | Camille Prigent   | 101,67 s |
| 7     | SLO  | Eva Terčelj       | 101,73 s |
| 8     | NZL  | Luuka Jones       | 102,33 s |

#### C1
| Platz | Land | Athletin                | Zeit     |
| ----- | ---- | ----------------------- | -------- |
| 1     | AUS  | Jessica Fox             | 101,06 s |
| 2     | GER  | Elena Lilik             | 103,54 s |
| 3     | USA  | Evy Leibfarth           | 109,95 s |
| 4     | SVK  | Zuzana Paňková          | 111,07 s |
| 5     | BRA  | Ana Sátila              | 112,70 s |
| 6     | AND  | Mònica Dòria Vilarrubla | 113,58 s |
| 7     | CZE  | Gabriela Satková        | 114,22 s |
| 8     | SUI  | Alena Marx              | 114,61 s |

#### K1 Cross
| Platz | Land | Athletin        |
| ----- | ---- | --------------- |
| 1     | AUS  | Noemie Fox      |
| 2     | FRA  | Angèle Hug      |
| 3     | GBR  | Kimberley Woods |
| 4     | GER  | Elena Lilik     |
| 5     | NZL  | Luuka Jones     |
| 6     | SUI  | Alena Marx      |
| 7     | ALG  | Carole Bouzidi  |
| 8     | BRA  | Ana Sátila      |

## Ergebnisse Kanurennsport

### Männer

#### C1 1000 m
| Platz | Land | Athlet             | Zeit (min) |
| ----- | ---- | ------------------ | ---------- |
| 1     | CZE  | Martin Fuksa       | 3:43,16    |
| 2     | BRA  | Isaquias Queiroz   | 3:44,33    |
| 3     | MDA  | Serghei Tarnovschi | 3:44,68    |
| 4     | AIN  | Sachar Petrow      | 3:45,28    |
| 5     | ITA  | Carlo Tacchini     | 3:48,97    |
| 6     | POL  | Wiktor Głazunow    | 3:49,05    |
| 7     | HUN  | Balázs Adolf       | 3:49,83    |
| 8     | GER  | Sebastian Brendel  | 3:51,44    |

#### C2 500 m
| Platz | Land | Athleten                           | Zeit (min) |
| ----- | ---- | ---------------------------------- | ---------- |
| 1     | CHN  | Liu Hao Ji Bowen                   | 1:39,48    |
| 2     | ITA  | Gabriele Casadei Carlo Tacchini    | 1:41,08    |
| 3     | ESP  | Joan Antoni Moreno Diego Domínguez | 1:41,18    |
| 4     | AIN  | Alexei Korowaschkow Sachar Petrow  | 1:41,27    |
| 5     | GER  | Peter Kretschmer Tim Hecker        | 1:41,62    |
| 6     | HUN  | Balázs Adolf Jonatán Hajdu         | 1:41,66    |
| 7     | CZE  | Petr Fuksa Martin Fuksa            | 1:41,83    |
| 8     | BRA  | Jacky Godmann Isaquias Queiroz     | 1:42,58    |

#### K1 1000 m
| Platz | Land | Athlet            | Zeit (min) |
| ----- | ---- | ----------------- | ---------- |
| 1     | CZE  | Josef Dostál      | 3:24,07    |
| 2     | HUN  | Ádám Varga        | 3:24,76    |
| 3     | HUN  | Bálint Kopasz     | 3:25,68    |
| 4     | AIN  | Uladsislau Krawez | 3:28,10    |
| 4     | ARG  | Agustin Vernice   | 3:28,10    |
| 6     | POR  | Fernando Pimenta  | 3:29,59    |
| 7     | SWE  | Martin Nathell    | 3:31,06    |
| 8     | GER  | Jakob Thordsen    | 3:36,82    |

#### K2 500 m
| Platz | Land | Athleten                             | Zeit (min) |
| ----- | ---- | ------------------------------------ | ---------- |
| 1     | GER  | Jacob Schopf Max Lemke               | 1:26,87    |
| 2     | HUN  | Bence Nádas Sándor Tótka             | 1:27,15    |
| 3     | AUS  | Jean van der Westhuyzen Thomas Green | 1:27,29    |
| 4     | ESP  | Adrian del Rio Marcus Cooper         | 1:27,38    |
| 5     | GER  | Max Rendschmidt Tom Liebscher-Lucz   | 1:27,54    |
| 6     | POR  | João Ribeiro Messias Baptista        | 1:27,82    |
| 7     | CZE  | Jakub Špicar Daniel Havel            | 1:29,29    |
| 8     | USA  | Jonas Ecker Aaron Small              | 1:30,02    |

#### K4 500 m
| Platz | Land | Athleten                                                                | Zeit (min) |
| ----- | ---- | ----------------------------------------------------------------------- | ---------- |
| 1     | GER  | Max Rendschmidt Max Lemke Jacob Schopf Tom Liebscher-Lucz               | 1:19,80    |
| 2     | AUS  | Riley Fitzsimmons Pierre van der Westhuyzen Jackson Collins Noah Havard | 1:19,84    |
| 3     | ESP  | Saúl Craviotto Carlos Arévalo Marcus Walz Rodrigo Germade               | 1:20,05    |
| 4     | UKR  | Dmytro Danylenko Oleh Kucharyk Iwan Semykin Ihor Trunow                 | 1:21,01    |
| 5     | LTU  | Simonas Maldonis Mindaugas Maldonis Ignas Navakauskas Artūras Seja      | 1:21,13    |
| 6     | SRB  | Anđelo Džombeta Marko Novaković Marko Dragosavljević Vladimir Torubarov | 1:21,52    |
| 7     | HUN  | Bence Nádas Kolos Csizmadia István Kuli Sándor Tótka                    | 1:21,99    |
| 8     | NZL  | Max Brown Grant Clancy Kurtis Imrie Hamish Legarth                      | 1:22,19    |

### Frauen

#### C1 200 m
| Platz | Land | Athletin           | Zeit    |
| ----- | ---- | ------------------ | ------- |
| 1     | CAN  | Katie Vincent      | 44,12 s |
| 2     | USA  | Nevin Harrison     | 44,13 s |
| 3     | CUB  | Yarisleidis Cirilo | 44,36 s |
| 4     | ESP  | Antía Jácome       | 44,78 s |
| 5     | AIN  | Julija Truschkina  | 44,83 s |
| 6     | CAN  | Sophia Jensen      | 45,08 s |
| 7     | CHN  | Lin Wenjun         | 45,23 s |
| 8     | HUN  | Kincső Takács      | 45,68 s |

#### C2 500 m
| Platz | Land | Athletinnen                           | Zeit (min) |
| ----- | ---- | ------------------------------------- | ---------- |
| 1     | CHN  | Xu Shixiao Sun Mengya                 | 1:52,81    |
| 2     | UKR  | Ljudmyla Lusan Anastassija Rybatschok | 1:54,30    |
| 3     | CAN  | Katie Vincent Sloan MacKenzie         | 1:54,36    |
| 4     | HUN  | Ágnes Kiss Bianka Nagy                | 1:54,90    |
| 5     | POL  | Sylwia Szczerbińska Dorota Borowska   | 1:55,75    |
| 6     | ESP  | Maria Corbera Antia Jacome            | 1:56,65    |
| 7     | MDA  | Daniela Cociu Maria Olărașu           | 1:56,96    |
| 8     | CUB  | Yarisleidis Cirilo Yinnoly López      | 2:01,77    |

#### K1 500 m
| Platz | Land | Athletin         | Zeit (min) |
| ----- | ---- | ---------------- | ---------- |
| 1     | NZL  | Lisa Carrington  | 1:47,36    |
| 2     | HUN  | Tamara Csipes    | 1:48,44    |
| 3     | DEN  | Emma Jørgensen   | 1:49,76    |
| 4     | NZL  | Aimee Fisher     | 1:49,91    |
| 5     | CHN  | Wang Nan         | 1:50,89    |
| 6     | HUN  | Alida Dóra Gazsó | 1:51,19    |
| 7     | BEL  | Hermien Peters   | 1:52,26    |
| 8     | CAN  | Michelle Russell | 1:53,83    |

#### K2 500 m
| Platz | Land | Athletinnen                    | Zeit (min) |
| ----- | ---- | ------------------------------ | ---------- |
| 1     | NZL  | Lisa Carrington Alicia Hoskin  | 1:37,28    |
| 2     | HUN  | Tamara Csipes Alida Dóra Gazsó | 1:39,39    |
| 3     | GER  | Paulina Paszek Jule Hake       | 1:39,46    |
| 3     | HUN  | Noémi Pupp Sára Fojt           | 1:39,46    |
| 5     | BEL  | Hermien Peters Lize Broekx     | 1:39,84    |
| 6     | GER  | Pauline Jagsch Lena Röhlings   | 1:40,09    |
| 7     | AUS  | Ella Beere Aly Bull            | 1:40,94    |
| 8     | NED  | Selma Konijn Ruth Vorsselman   | 1:41,26    |

#### K4 500 m
| Platz | Land | Athletinnen                                                                 | Zeit (min) |
| ----- | ---- | --------------------------------------------------------------------------- | ---------- |
| 1     | NZL  | Lisa Carrington Alicia Hoskin Olivia Brett Tara Vaughan                     | 1:32,20    |
| 2     | GER  | Paulina Paszek Jule Hake Pauline Jagsch Sarah Brüßler                       | 1:32,62    |
| 3     | HUN  | Noémi Pupp Sára Fojt Tamara Csipes Alida Dóra Gazsó                         | 1:32,93    |
| 4     | POL  | Karolina Naja Anna Puławska Adrianna Kąkol Dominika Putto                   | 1:33,17    |
| 5     | CHN  | Li Dongyin Yin Mengdie Wang Nan Sun Yuewen                                  | 1:33,57    |
| 6     | ESP  | Sara Ouzande Estefanía Fernández Carolina Garcia Otero Teresa Portela       | 1:34,51    |
| 7     | NOR  | Maria Virik Anna Margrete Sletsjøe Hedda Oritsland Kristine Strand Amundsen | 1:35,02    |
| 8     | AUS  | Ella Beere Aly Bull Alexandra Clarke Yale Steinepreis                       | 1:35,96    |

## Qualifikation
Folgende Nationen sicherten sich Quotenplätze:
| Nation                         | Kanuslalom | Kanuslalom | Kanuslalom | Kanuslalom | Kanuslalom | Kanuslalom | Kanurennsport | Kanurennsport | Kanurennsport | Kanurennsport | Kanurennsport | Kanurennsport | Kanurennsport | Kanurennsport | Kanurennsport | Kanurennsport | Gesamt | Gesamt   |
| Nation                         | Männer     | Männer     | Männer     | Frauen     | Frauen     | Frauen     | Männer        | Männer        | Männer        | Männer        | Männer        | Frauen        | Frauen        | Frauen        | Frauen        | Frauen        | Gesamt | Gesamt   |
| Nation                         | K1         | C1         | KX1        | K1         | C1         | KX1        | K1 1000 m     | K2 500 m      | K4 500 m      | C1 1000 m     | C2 500 m      | K1 500 m      | K2 500 m      | K4 500 m      | C1 200 m      | C2 500 m      | Boote  | Athleten |
| ------------------------------ | ---------- | ---------- | ---------- | ---------- | ---------- | ---------- | ------------- | ------------- | ------------- | ------------- | ------------- | ------------- | ------------- | ------------- | ------------- | ------------- | ------ | -------- |
| Ägypten                        |            |            |            |            |            |            |               |               |               |               |               | X             |               |               |               |               | 1      | 1        |
| Algerien                       |            |            |            | X          |            |            |               |               |               |               |               |               |               |               |               |               | 1      | 1        |
| Andorra                        |            |            |            |            | X          |            |               |               |               |               |               |               |               |               |               |               | 1      | 1        |
| Angola                         |            |            |            |            |            |            |               |               |               |               | X             |               |               |               |               |               | 1      | 2        |
| Argentinien                    |            |            |            |            |            |            | X             |               |               |               |               | X             |               |               |               |               | 2      | 2        |
| Australien                     | X          | X          |            | X          | X          | X          | X             | X             | X             | X             |               | X             |               | X             |               |               | 11     | 17       |
| Belgien                        |            |            |            |            |            |            | X             |               |               |               |               |               | X             |               |               |               | 2      | 3        |
| Brasilien                      | X          |            |            | X          | X          |            | X             |               |               | X             | X             | X             |               |               | X             |               | 8      | 9        |
| Bulgarien                      |            |            |            |            |            |            |               |               |               |               |               | X             |               |               |               |               | 1      | 1        |
| Chile                          |            |            |            |            |            |            |               |               |               |               |               |               |               |               | X             | X             | 2      | 3        |
| China                          | X          |            |            |            | X          |            |               |               | X             |               | X             | X             | X             | X             | X             | X             | 9      | 18       |
| Chinesisch Taipeh              | X          |            |            | X          |            |            |               |               |               | X             |               |               |               |               |               |               | 3      | 3        |
| Dänemark                       |            |            |            |            |            |            | X             |               | X             |               |               | X             | X             |               |               |               | 4      | 7        |
| Deutschland                    | X          | X          | X          | X          | X          |            | X             | X             | X             | X             | X             | X             | X             | X             |               | X             | 14     | 22       |
| Frankreich                     | X          | X          | X          | X          | X          | X          | X             |               |               |               | X             |               | X             |               | X             |               | 10     | 12       |
| Großbritannien                 | X          | X          |            | X          | X          | X          |               |               |               |               |               |               |               |               |               |               | 5      | 5        |
| Guam                           |            |            |            |            |            |            |               |               |               |               |               |               |               |               | X             |               | 1      | 1        |
| Individuelle Neutrale Athleten |            |            |            |            |            |            | X             |               |               | X             | X             |               |               |               | X             | X             | 5      | 7        |
| Iran                           |            |            |            |            |            |            | X             |               |               | X             |               |               |               |               |               |               | 2      | 2        |
| Irland                         | X          | X          |            | X          |            |            |               |               |               |               |               |               |               |               |               |               | 3      | 3        |
| Italien                        | X          | X          |            | X          | X          |            |               |               |               | X             | X             |               |               |               |               |               | 6      | 7        |
| Japan                          | X          | X          |            | X          |            |            |               |               |               |               |               |               |               |               |               |               | 3      | 3        |
| Kanada                         |            | X          |            | X          |            |            |               |               | X             | X             |               | X             |               | X             | X             | X             | 8      | 15       |
| Kasachstan                     |            |            |            |            |            |            | X             | X             |               |               | X             |               |               |               |               | X             | 4      | 7        |
| Kolumbien                      |            |            |            |            |            |            |               |               |               |               |               |               |               |               | X             |               | 1      | 1        |
| Kroatien                       |            | X          |            |            |            |            |               |               |               |               |               | X             |               |               |               |               | 2      | 2        |
| Kuba                           |            |            |            |            |            |            |               |               |               | X             |               |               |               |               | X             | X             | 3      | 3        |
| Litauen                        |            |            |            |            |            |            |               | X             | X             |               |               |               |               |               |               |               | 2      | 5        |
| Marokko                        | X          |            |            |            |            |            | X             |               |               |               |               |               |               |               |               |               | 2      | 2        |
| Mexiko                         |            |            |            | X          |            |            |               |               |               |               |               |               | X             |               |               |               | 2      | 3        |
| Moldau                         |            |            |            |            |            |            |               |               |               | X             |               |               |               |               |               | X             | 2      | 3        |
| Neuseeland                     | X          |            |            | X          |            |            |               | X             |               |               | X             | X             | X             | X             |               |               | 7      | 14       |
| Niederlande                    |            | X          |            | X          | X          |            |               |               |               |               |               |               | X             |               |               |               | 4      | 5        |
| Nigeria                        |            |            |            |            |            |            |               |               |               |               |               |               |               |               | X             | X             | 2      | 2        |
| Norwegen                       |            |            |            |            |            |            |               |               |               |               |               |               |               | X             |               |               | 1      | 4        |
| Österreich                     | X          |            |            | X          |            |            |               |               |               |               |               |               |               |               |               |               | 2      | 2        |
| Polen                          | X          | X          |            | X          | X          |            |               | X             |               | X             |               |               | X             | X             | X             | X             | 10     | 16       |
| Portugal                       |            |            |            |            |            |            | X             | X             |               |               |               | X             |               |               |               |               | 3      | 4        |
| Rumänien                       |            |            |            |            |            |            |               |               |               | X             | X             |               |               |               |               |               | 2      | 3        |
| Samoa                          |            |            |            |            |            |            | X             |               |               |               |               | X             |               |               |               |               | 2      | 2        |
| Schweden                       | X          |            |            |            |            |            | X             |               |               |               |               | X             | X             |               |               |               | 4      | 5        |
| Schweiz                        | X          |            |            | X          |            |            |               |               |               |               |               |               |               |               |               |               | 2      | 2        |
| Senegal                        |            | X          |            |            |            |            |               |               |               |               |               |               |               |               | X             |               | 2      | 2        |
| Serbien                        |            |            |            |            |            |            |               |               | X             |               |               | X             |               | X             |               |               | 3      | 8        |
| Singapur                       |            |            |            |            |            |            |               |               |               |               |               | X             |               |               |               |               | 1      | 1        |
| Slowakei                       | X          | X          |            | X          | X          |            |               |               |               |               |               |               |               |               |               |               | 4      | 4        |
| Slowenien                      | X          | X          |            | X          | X          |            |               |               |               |               |               |               |               |               |               |               | 4      | 4        |
| Spanien                        | X          | X          | X          | X          | X          |            | X             | X             | X             |               | X             | X             |               | X             | X             | X             | 13     | 20       |
| Südafrika                      |            |            |            | X          |            |            |               | X             |               |               |               | X             | X             |               |               |               | 4      | 5        |
| Tschechien                     | X          | X          |            | X          | X          |            | X             | X             |               | X             | X             | X             |               |               |               |               | 9      | 10       |
| Tunesien                       | X          |            |            |            |            |            |               |               |               | X             |               |               |               |               |               |               | 2      | 2        |
| Ukraine                        |            |            |            |            | X          |            |               |               | X             |               |               | X             |               |               | X             | X             | 5      | 8        |
| Ungarn                         |            |            |            |            |            |            | X             | X             | X             | X             | X             | X             |               | X             | X             | X             | 9      | 16       |
| Uruguay                        |            |            |            |            |            |            | X             |               |               |               |               |               |               |               |               |               | 1      | 1        |
| Usbekistan                     |            |            |            |            |            |            | X             |               |               |               |               | X             |               |               | X             |               | 3      | 3        |
| Vereinigte Staaten             |            | X          |            |            | X          |            | X             | X             |               |               |               |               |               |               | X             |               | 5      | 6        |
| Vietnam                        |            |            |            |            |            |            |               |               |               |               |               |               |               |               | X             |               | 1      | 1        |
| Gesamt: 56 NOKs                | 21         | 17         | 3          | 21         | 17         | 3          | 20            | 12            | 10            | 15            | 13            | 22            | 11            | 10            | 18            | 13            | 226    | 321      |